# Vera Miles
Vera Miles, pseudonimo di Vera June Raiston (Boise City, 23 agosto 1929), è un'attrice statunitense.

## Biografia
Nacque in Oklahoma e trascorse l'adolescenza in Kansas, a Pratt e Wichita, dove si diplomò presso la "Wichita North High School", lavorando la sera come operatrice dattilografa per la Western Union. Dopo gli inizi come modella, nel 1948 vinse il titolo di Miss Kansas e si classificò terza al concorso per Miss America.
Intrapresa nel 1951 la carriera di attrice ed ottenuti i primi importanti ruoli in L'indiana bianca (1953) di Gordon Douglas e Wichita (1955) di Jacques Tourneur, venne diretta da grandi registi, tra cui John Ford nei due celebri western Sentieri selvaggi (1956) e L'uomo che uccise Liberty Valance (1962), Henry Hathaway nel thriller 23 passi dal delitto (1956), Robert Aldrich nel dramma sentimentale Foglie d'autunno (1956), Melville Shavelson nella commedia Giacomo il bello (1957). Nel 1955 interpretò la parte di Jane in Tarzan e la giungla proibita di Harold D. Schuster (1955), accanto a Gordon Scott, che la Miles sposò l'anno dopo. 
La svolta nella carriera cinematografica giunse nel 1956 con il ruolo della protagonista (giudicato di "vitale drammaticità") in Il ladro di Alfred Hitchcock, accanto a Henry Fonda. Proprio il maestro inglese, dopo la sua ottima prova in questo film, voleva lanciare l'attrice come una nuova star, rimodellandone sensibilmente l'immagine e affidandole l'anno successivo il ruolo della protagonista di La donna che visse due volte accanto a James Stewart, ma la Miles dovette rinunciare perché rimasta incinta. Questo fatto, secondo alcune fonti, creò non pochi e duraturi dissapori con Hitchcock, che poi affidò la parte a Kim Novak. Dal 1957 apparve in film di vario genere, tra cui Sono un agente FBI (1959) di Mervyn LeRoy, accanto a James Stewart, Quasi una truffa (1959) di Guy Hamilton, Psyco (1960) di Hitchcock, al fianco di Anthony Perkins e Janet Leigh e con cui onorò il contratto con la Paramount Pictures interrotto per la gravidanza, Jovanka e le altre (1960) di Martin Ritt e Il sentiero degli amanti (1961) di David Miller.
In seguito venne impiegata con successo in diverse commedie prodotte soprattutto dalla Disney, come Tigre in agguato (1964), I cacciatori del lago d'argento (1965) e I ragazzi di Camp Siddons (1966), tutti diretti da Norman Tokar, Il fantasma ci sta (1967) di William Castle e Il gigante buono (1967) di James Neilson. Interpretò ruoli significativi anche in film drammatici come Il sergente Ryker (1968) di Buzz Kulik, Kona Coast (1968) di Lamont Johnson e Uomini d'amianto contro l'inferno (1968) di Andrew V. McLaglen. Dopo avere continuato a prendere parte a film per famiglie, intorno alla metà degli anni settanta la Miles iniziò a diradare le apparizioni sul grande schermo per privilegiare quelle televisive; notevole tuttavia fu nel 1983 la sua partecipazione a Psycho II di Richard Franklin, primo sequel di successo del capolavoro hitchcockiano, nel quale impersonò lo stesso ruolo di oltre vent'anni prima e nuovamente accanto a Perkins. Nel 1985 apparve con un cameo in Tutto in una notte di John Landis.
Lunga e importante fu anche la carriera televisiva sin dal 1954, che vide la sua partecipazione alle principali serie televisive statunitensi soprattutto degli anni sessanta, tra cui L'ora di Hitchcock (in due episodi, nel 1962 e 1965) e settanta, oltre che ad alcune pellicole TV; la sua ultima apparizione sul piccolo schermo risale al 1985 in un episodio della celebre serie La signora in giallo.
Nel 1960 le venne assegnata una stella sulla Hollywood Walk of Fame. Sembra che abbia dichiarato il suo disappunto per i libri su Alfred Hitchcock scritti da Donald Spoto, insistendo sul fatto che le ripetute affermazioni secondo cui alla metà anni cinquanta ebbe contrasti col regista sul set sono false, e che invece pensa a Hitchcock "molto affettuosamente". Da molti anni si è ritirata a vita privata e ha rinunciato ad apparire in pubblico. Risiede a Palm Desert, in California.
Nel 1995 si è ufficialmente ritirata dalle scene, compiendo in quello stesso anno la sua ultima apparizione cinematografica nel film Vite separate, diretto da David Madden. Da lì in poi ha sempre rinunciato di apparire in pubblico, ed attualmente risiede a Palm Desert, in California, dove conduce una vita tranquilla e lontana dai riflettori.

## Vita privata
Vera Miles si è sposata quattro volte: nel 1948 con Bob Miles, dal quale ebbe due figli, Debra (nata nel 1950) e Kelley (nata nel 1952, anch'essa attrice e scrittrice), dal quale divorziò nel 1954; nel 1954 con l'attore Gordon Scott, dal quale ebbe un figlio, Michael (nato nel 1957) e divorziò nel 1959; nel 1960 con Keith Larsen, dal quale ebbe un figlio, Erik (nato nel 1961, attore), e dal quale divorziò nel 1971. Nel 1973 sposò il tecnico del suono britannico Bob Jones, da cui divorziò nel 1975.

## Filmografia

### Cinema
- Bill sei grande! (When Willie Comes Marching Home), regia di John Ford (1950) (non accreditata)
- Quattro ragazze all'abbordaggio (Two Tickets to Broadway), regia di James V. Kern (1951)
- For Men Only, regia di Paul Henreid (1952)
- The Rose Bowl Story, regia di William Beaudine (1952)
- L'indiana bianca (The Charge at Feather River), regia di Gordon Douglas (1953)
- Solo per te ho vissuto (So Big), regia di Robert Wise (1953)
- Pride of the Blue Grass, regia di William Beaudine (1954)
- Wichita, regia di Jacques Tourneur (1955)
- Tarzan e la giungla proibita (Tarzan's Hidden Jungle), regia di Harold D. Schuster (1955)
- Sentieri selvaggi (The Searchers), regia di John Ford (1956)
- 23 passi dal delitto (23 Paces to Baker Street), regia di Henry Hathaway (1956)
- Foglie d'autunno (Autumn Leaves), regia di Robert Aldrich (1956)
- Il ladro (The Wrong Man), regia di Alfred Hitchcock (1956)
- Giacomo il bello (Beau James), regia di Melville Shavelson (1957)
- Sentenza che scotta (Beyond This Place), regia di Jack Cardiff (1959)
- Sono un agente FBI (The FBI Story), regia di Mervyn LeRoy (1959)
- Quasi una truffa (A Touch of Larceny), regia di Guy Hamilton (1959)
- Jovanka e le altre (5 Branded Women), regia di Martin Ritt (1960)
- Psyco (Psycho), regia di Alfred Hitchcock (1960)
- Il sentiero degli amanti (Back Street), regia di David Miller (1961)
- Anche i gangster muoiono (The Lawbreakers), regia di Joseph M. Newman (1961)
- L'uomo che uccise Liberty Valance (The Man Who Shot Liberty Valance), regia di John Ford (1962)
- Tigre in agguato (Tiger Walks), regia di Norman Tokar (1964)
- I cacciatori del lago d'argento (Those Calloways), regia di Norman Tokar (1965)
- I ragazzi di Camp Siddons (Follow Me, Boys!), regia di Norman Tokar (1966)
- Il fantasma ci sta (The Spirit Is Willing), regia di William Castle (1967)
- Il gigante buono (Gentle Giant), regia di James Neilson (1967)
- Il sergente Ryker (Sergeant Ryker), regia di Buzz Kulik (1968)
- Kona Coast, regia di Lamont Johnson (1968)
- Uomini d'amianto contro l'inferno (Hellfighters), regia di Andrew V. McLaglen (1968)
- Batanga (Mission Batangas), regia di Keith Larsen (1968)
- Colpo di grazia (It Takes All Kinds), regia di Eddie Davis (1969)
- Wyoming, terra selvaggia (The Wild Country), regia di Robert Totten (1970)
- Una testa di lupo mozzata (Baffled!), regia di Philip Leacock (1973)
- Un piccolo indiano (One Little Indian), regia di Bernard McEveety (1973)
- Un cowboy alle Hawaii (The Castaway Cowboy), regia di Vincent McEveety (1974)
- Il piccolo campione (Run for the Roses), regia di Henry Levin (1977)
- Psycho II, regia di Richard Franklin (1983)
- Brainwaves - Onde cerebrali (Brainwaves), regia di Ulli Lommel (1983)
- Rito mortale (Initiation), regia di Larry Stewart (1984)
- Tutto in una notte (Into the Night), regia di John Landis (1985)
- Vite separate (Separate Lives), regia di David Madden (1995)

### Televisione
- Crown Theatre with Gloria Swanson – serie TV, un episodio (1954)
- Medic – serie TV, episodio 1x11 (1954)
- Four Star Playhouse – serie TV, episodi 3x08-3x12 (1954)
- General Electric Theater – serie TV, 4 episodi (1954-1960)
- City Detective – serie TV, episodio 2x25 (1955)
- The Pepsi-Cola Playhouse – serie TV, episodi 1x27-2x15-2x29 (1954-1955)
- Scienza e fantasia (Science Fiction Theatre) – serie TV, episodio 1x06 (1955)
- The Millionaire – serie TV, episodio 1x18 (1955)
- The Ford Television Theatre – serie TV, episodi 2x38-3x35 (1954-1955)
- Alfred Hitchcock presenta (Alfred Hitchcock Presents) – serie TV, episodio 1x01 (1955)
- Screen Directors Playhouse – serie TV, episodio 1x10 (1955)
- The 20th Century-Fox Hour – serie TV, episodio 1x07 (1955)
- Strange Stories – serie TV, un episodio (1956)
- General Electric Summer Originals – serie TV, episodio 1x09 (1956)
- Lux Video Theatre – serie TV, 5 episodi (1954-1957)
- Playhouse 90 – serie TV, episodio 2x12 (1957)
- Studio 57 – serie TV, episodio 4x13 (1958)
- Schlitz Playhouse of Stars – serie TV, 4 episodi (1953-1958)
- Climax! – serie TV, episodi 3x28-4x15-4x33 (1957-1958)
- Colgate Theatre – serie TV, episodio 1x04 (1958)
- Avventure lungo il fiume (Riverboat) – serie TV, episodio 1x03 (1959)
- Gli uomini della prateria (Rawhide) – serie TV, episodio 2x06 (1959)
- I racconti del West (Zane Grey Theater) – serie TV, episodio 4x14 (1960)
- Ai confini della realtà (The Twilight Zone) – serie TV, episodio 1x21 (1960)
- Startime – serie TV, episodio 1x27 (1960)
- Laramie – serie TV, episodio 2x03 (1960)
- The Asphalt Jungle – serie TV, episodio 1x02 (1961)
- Frontier Circus – serie TV, episodio 1x03 (1961)
- Scacco matto (Checkmate) – serie TV, episodio 2x08 (1961)
- I detectives (The Detectives) – serie TV, episodi 3x24-3x25 (1962)
- Sam Benedict – serie TV, episodio 1x07 (1962)
- Route 66 – serie TV, episodio 3x13 (1962)
- The Dick Powell Show – serie TV, episodio 2x12 (1962)
- Undicesima ora (The Eleventh Hour) – serie TV, episodi 1x01-1x20 (1962-1963)
- Il fuggiasco (The Fugitive) – serie TV, episodio 1x01 (1963)
- Sotto accusa (Arrest and Trial) – serie TV, episodio 1x02 (1963)
- The Crisis (Kraft Suspense Theatre) – serie TV, episodi 1x01-1x02 (1963)
- The Outer Limits – serie TV, episodio 1x32 (1964)
- The Unknown, regia di Gerd Oswald – film TV (1964)
- Polvere di stelle (Bob Hope Presents the Chrysler Theatre) – serie TV, episodio 1x26 (1964)
- La legge di Burke (Burke's Law) – serie TV, episodio 2x04 (1964)
- All'ombra del ricatto (The Hanged Man), regia di Don Siegel – film TV (1964)
- Slattery's People – serie TV, episodio 1x13 (1965)
- L'ora di Hitchcock (The Alfred Hitchcock Hour) – serie TV, episodi 1x02-3x20 (1962-1965)
- Mr. Novak – serie TV, episodio 2x27 (1965)
- Carovane verso il West (Wagon Train) – serie TV, episodi 2x25-8x01-8x25 (1959-1965)
- Io e i miei tre figli (My Three Sons) – serie TV, episodi 6x01-6x02-6x03 (1965)
- Le spie (I Spy) – serie TV, episodio 1x14 (1965)
- Organizzazione U.N.C.L.E. (The Man from U.N.C.L.E.) – serie TV, episodi 2x20-2x21 (1966)
- ABC Stage 67 – serie TV, episodio 1x08 (1966)
- I giorni di Bryan (Run for Your Life) – serie TV, episodio 3x02 (1967)
- Al banco della difesa (Judd for the Defense) – serie TV, episodio 1x16 (1967)
- Journey to the Unknown – serie TV, episodio 1x03 (1969)
- Journey to the Unknown, regia di Don Chaffey e Michael Lindsay-Hogg – film TV (1969)
- F.B.I. (The F.B.I.) – serie TV, episodio 5x03 (1969)
- Mannix – serie TV, episodio 3x03 (1969)
- Reporter alla ribalta (The Name of the Game) – serie TV, episodi 1x15-1x21-2x22 (1968-1970)
- Gunsmoke – serie TV, episodio 16x04 (1970)
- Il virginiano (The Virginian) – serie TV, episodi 1x19-3x13-9x10 (1963-1970)
- Dan August – serie TV, episodio 1x10 (1970)
- Hawaii Squadra Cinque Zero (Hawaii Five-O) – serie TV, episodio 3x21 (1971)
- Bonanza – serie TV, episodi 8x08-12x25 (1966-1971)
- In Search of America, regia di Paul Bogart – film TV (1971)
- Cannon, regia di George McCowan – film TV (1971)
- Due onesti fuorilegge (Alias Smith and Jones) – serie TV, episodio 2x05 (1971)
- Ironside – serie TV, episodi 1x23-3x02-5x06 (1968-1971)
- A Howling in the Woods, regia di Daniel Petrie – film TV (1971)
- Jigsaw, regia di William A. Graham – film TV (1972)
- Insight – serie TV, 5 episodi (1963-1970)
- A Great American Tragedy, regia di J. Lee Thompson – film TV (1972)
- Molly and Lawless John, regia di Gary Nelson – film TV (1972)
- Una testa di lupo mozzata (Baffled!), regia di Philip Leacock – film TV (1973)
- Marcus Welby (Marcus Welby, M.D.) – serie TV, episodi 1x22-5x01 (1970-1973)
- Colombo (Columbo) – serie TV, episodio 3x01 (1973)
- Attentato al Trans American Express (Runaway!), regia di David Lowell Rich – film TV (1973)
- Difesa a oltranza (Owen Marshall: Counselor at Law) – serie TV, episodi 1x00-3x05 (1971-1973)
- Live Again, Die Again, regia di Richard A. Colla – film TV (1974)
- The Underground Man, regia di Paul Wendkos – film TV (1974)
- Un urlo nelle tenebre (The Strange and Deadly Occurrence), regia di John Llewellyn Moxes – film TV (1974)
- Medical Center – serie TV, 4 episodi (1970-1974)
- Disneyland – serie TV, episodio 21x14 (1975)
- Le strade di San Francisco (The Streets of San Francisco) – serie TV, episodio 4x04 (1975)
- Il giudice Horton (Judge Horton and the Scottsboro Boys), regia di Fielder Cook – film TV (1976)
- Ellery Queen – serie TV, episodio 1x18 (1976)
- Barnaby Jones – serie TV, episodio 6x09 (1977)
- Fantasilandia (Fantasy Island) – serie TV, episodio 1x10 (1978)
- Alla conquista del West (How the West Was Won) – serie TV, episodi 2x04-2x05 (1978)
- Buck Rogers (Buck Rogers in the 25th Century) – serie TV, episodio 1x21 (1980)
- Labirinti e mostri (Mazes and Monsters), regia di Steven Hilliard Stern – film TV (1982)
- La casa nella prateria (Little House on the Prairie) – serie TV, episodio 9x19 (1983)
- La signora in giallo (Murder, She Wrote) – serie TV, episodi 2x09-7x03-7x19 (1985-1991)

## Riconoscimenti
- Hollywood Walk of Fame
  - 1960 – Stella

## Doppiatrici italiane
Nelle versioni in italiano delle opere in cui ha recitato, Vera Miles è stata doppiata da:
- Rosetta Calavetta in Foglie d'autunno, Quasi una truffa, Il sentiero degli amanti, I cacciatori del lago d'argento, I ragazzi di Camp Siddons, Tigre in agguato, Il sergente Ryker
- Maria Pia Di Meo in Giacomo il bello, Jovanka e le altre, L'uomo che uccise Liberty Valance, Psycho II, Ellery Queen
- Micaela Giustiniani in Sentieri selvaggi, L'indiana bianca
- Miranda Bonansea in Wichita
- Renata Marini in Il ladro
- Dhia Cristiani in Sono un agente FBI
- Lydia Simoneschi in Psyco
- Rita Savagnone in Il fantasma ci sta
- Flaminia Jandolo in Wyoming terra selvaggia
- Gabriella Genta in Il colosso di fuoco
- Angiolina Quinterno in Tenente Colombo: Bella ma letale
- Germana Dominici in Un piccolo indiano
- Ada Maria Serra Zanetti in La signora in giallo (ep. 2.9)
- Lorenza Biella in La signora in giallo (epp. 7.3 e 7.19)